# Johnny Micheal Spann

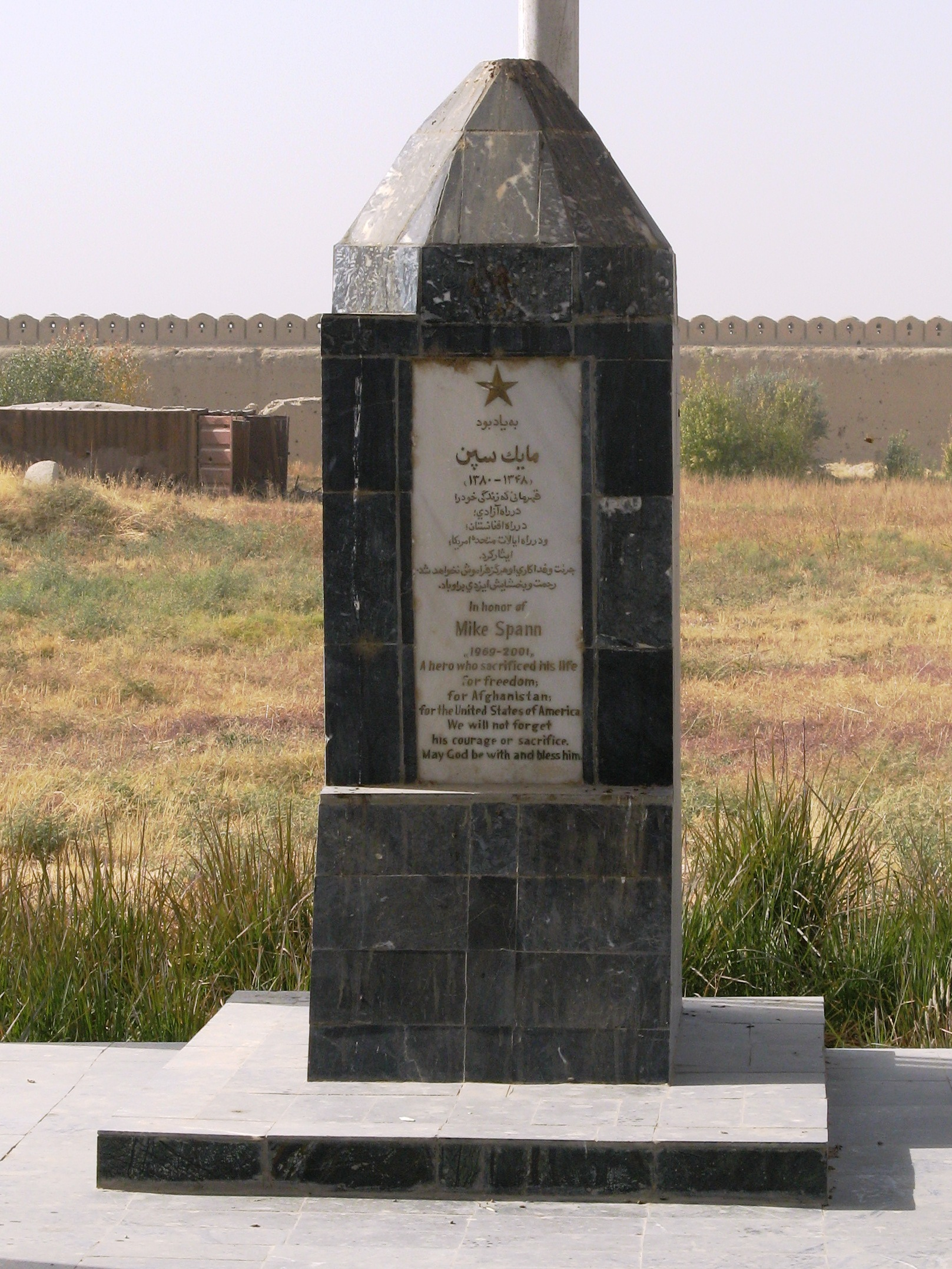
Herdenkingsmonument voor Spann bij Qala-I-Jangi

Johnny Michael Spann (Winfield (Alabama), 1 maart 1969 – Mazar-i-Sharif (Afghanistan), 25 november 2001) was een Amerikaanse officier bij de Central Intelligence Agency. Hij was de eerste Amerikaan die omkwam in de oorlog in Afghanistan. Tijdens een gevangenisopstand werd hij aangevallen en gedood door Talibanstrijders.

## Levensloop
Spann groeide op in een streng-christelijk milieu. Hij studeerde aan de Auburn University en behaalde daar een Bachelor of Science in de criminologie. Hij sloot zich in 1991 aan bij het United States Marine Corps en werd een jaar later opgeleid tot officier. Hij specialiseerde zich in het aansturen van indirect vuur en luchtsteun. Tijdens zijn periode bij de mariniers diende hij in Okinawa in Japan en in North Carolina. Hij bracht het tot de rang van kapitein. In juni 1999 maakte Spann de overstap naar de Special Operations Group van de CIA.
Na de aanslagen van 11 september 2001 door Al Qaida besluit president George W. Bush Afghanistan aan te vallen. Spann is een van de eerste Amerikanen die het land binnengaat als onderdeel van een speciaal team van de CIA. Hij legde contact met de Noordelijke Alliantie en rukte samen met hen op naar Mazar-i-Sharif. Zij namen de stad in en duizenden Talibani werden gevangengenomen. Het middeleeuwse fort Qala-I-Jangi diende als tijdelijke gevangenis. Spann was in de gevangenis aanwezig om de Talibanstrijders te ondervragen, met name om de locatie van Osama Bin Laden en andere belangrijke leiders van de terreurgroep en de Taliban te achterhalen.

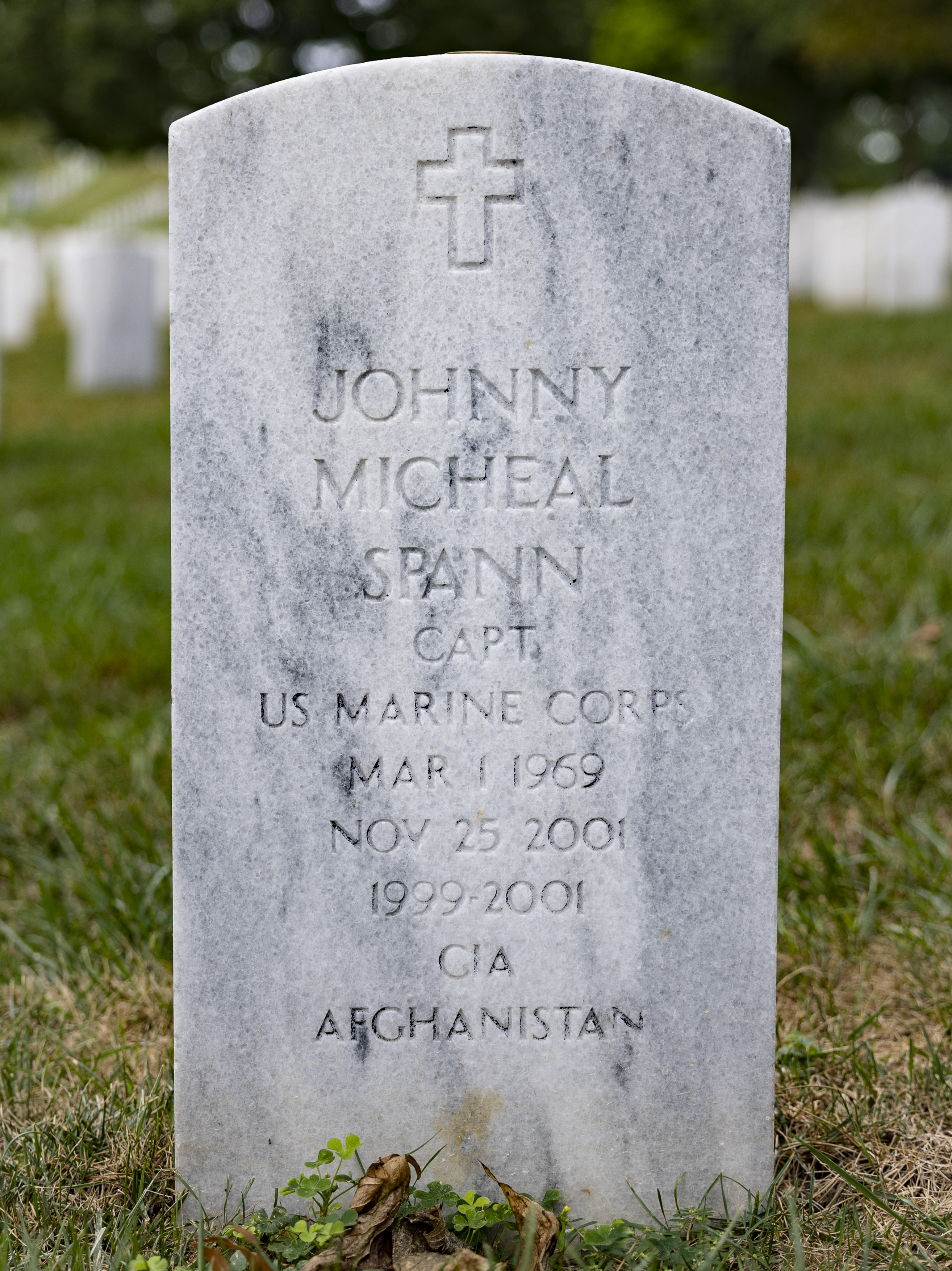

Op de dag van zijn dood ondervroeg Spann nog John Walker Lindh, een Amerikaan die zich had aangesloten bij de Taliban. Op een gegeven moment brak er een opstand uit en een groot aantal Talibanstrijders viel Spann aan. Hij schoot er drie dood met zijn AK-47, maar zijn aanvallers overmeesterden hem toen zijn munitie op was. Nadat de Amerikanen samen met de Noordelijke Alliantie het complex weer hadden ingenomen werd ook het lichaam van Spann gevonden. Hij wordt herdacht met een ster op de CIA Memorial Wall.